# Loca People
Singles de Sak Noel
Paso (The Nini Anthem)
(2011)
Loca People (ou Loca People (La Gente Está Muy Loca) et aussi Loca People (What the Fuck!)) est une chanson du DJ et producteur espagnol Sak Noel. La voix féminine présente dans le morceau est celle de la chanteuse néerlandaise Esthera Sarita, la fille présentée dans le clip est Desirée Brihuega. Le 2 octobre 2011, le single entre directement à la première place des ventes au Royaume-Uni offrant à Sak Noel son premier single no 1. Sak Noel est le 2e artiste espagnol à atteindre la première place après Las Ketchup  avec Asereje.

## Critiques
Loca People a reçu un accueil mitigé des critiques. Robert Copsey et Lewis Corner du magazine Digital Spy ont critiqué cette musique, donnant une note de une étoile sur cinq. En référence aux paroles de la musique, l'article de la critique se finit par « What the fuck » ; contrairement à Digital Spy, Samantha McCallum de Maxumi Magazine donne un avis positif, déclarant : « Il me semble que la musique va devenir un hymne de la fête » ; si c'est le cas, « cette musique va marcher ».

## Listes des pistes
- Téléchargement digital[1]

1. Loca People (What the Fuck!) (Radio Edit) (Explicit) – 3:36

- Téléchargement digital aux États-Unis - EP[2]

1. Loca People (Radio Edit) – 3:35
2. Loca People (Original Mix) – 5:40

- CD single en Allemagne[3]

1. Loca People (What the Fuck!) (Radio Edit) (Explicit)
2. Loca People (What the Fuck!) (Explicit)

- Téléchargement digital au Royaume-Uni[4]

1. Loca People (UK Radio Edit) – 2:13
2. Loca People (Radio Edit)
3. Loca People (Original Mix)
4. Loca People (Liam Keegan Radio Edit)
5. Loca People (Liam Keegan Remix)
6. Loca People (XNRG Mix)

## Classements et certifications
| Classement (2011)                       | Meilleure position |
| --------------------------------------- | ------------------ |
| Allemagne (Media Control AG)            | 4                  |
| Autriche (Ö3 Austria Top 40)            | 1                  |
| Belgique (Flandre Ultratop 50 Airplay)  | 16                 |
| Belgique (Flandre Ultratop 50 Dance)    | 1                  |
| Belgique (Flandre Ultratop 50 Singles)  | 1                  |
| Belgique (Wallonie Ultratop 50 Dance)   | 1                  |
| Belgique (Wallonie Ultratop 50 Singles) | 4                  |
| Canada (Canadian Hot 100)               | 40                 |
| République tchèque                      | 23                 |
| Danemark (Tracklisten)                  | 1                  |
| Finlande (Suomen virallinen lista)      | 4                  |
| France (SNEP)                           | 12                 |
| France (Club 40)                        | 2                  |
| Hongrie (Dance Top 40)                  | 4                  |
| Irlande (IRMA)                          | 14                 |
| Pays-Bas (Nederlandse Top 40)           | 1                  |
| Pays-Bas (Single Top 100)               | 1                  |
| Norvège (VG-lista)                      | 6                  |
| Pologne (Dance Top 50)                  | 1                  |
| Roumanie (UPFR)                         | 2                  |
| Espagne (PROMUSICAE)                    | 47                 |
| Suède (Sverigetopplistan)               | 5                  |
| Suisse (Schweizer Hitparade)            | 2                  |
| Royaume-Uni (UK Dance Chart)            | 1                  |
| Royaume-Uni (UK Singles Chart)          | 1                  |
| États-Unis (Hot Dance Club Songs)       | 49                 |

| Classement (2011) | Position |
| ----------------- | -------- |
| Allemagne         | 44       |
| Danemark          | 19       |
| Israël            | 4        |
| Pologne           | 1        |
| Suisse            | 30       |

| Pays              | Certification | Ventes  |
| ----------------- | ------------- | ------- |
| Autriche (IFPI)   | Or            | 30 000  |
| Belgique (BEA)    | Or            | 15 000  |
| Danemark (IFPI)   | Platine       | 30 000  |
| Allemagne (BVMI)  | Or            | 150 000 |
| Suisse (IFPI)     | Or            | 15 000  |
| Royaume-Uni (BPI) | Or            | 15 000  |

## Historique de sortie
| Pays        | Date de sortie    | Format                 | Label                                            |
| ----------- | ----------------- | ---------------------- | ------------------------------------------------ |
| Danemark    | 31 mai 2011       | Téléchargement digital | Blanco Y Negro Music                             |
| États-Unis  | 28 juin 2011      | Téléchargement digital | Ultra Records                                    |
| Allemagne,  | 29 juillet 2011   | Téléchargement digital | Sony Music Entertainment                         |
| Allemagne,  | 26 août 2011      | CD single              | Sony Music Entertainment                         |
| Irlande     | 24 septembre 2011 | Téléchargement digital | 3 Beat Records, All Around the World Productions |
| Royaume-Uni | 25 septembre 2011 | Téléchargement digital | 3 Beat Records, All Around the World Productions |